# Дёмкина, Наталья Николаевна
Наталья Николаевна Дёмкина (род. 1987, Саранск, Россия) — стала известна как «девочка-рентген». По её утверждениям, она имеет «второе зрение», которым видит внутренности человека. Сама она говорит об этом так:

У меня как бы два зрения. Могу переключиться в любую минуту просто так, без причины. Стоит только захотеть посмотреть на здоровье человека. Такое переключение для меня никакого труда не составляет, достаточно только подумать. Вижу полное строение организма, у кого что и где находится и как работает. Как определяю болезнь — объяснить сложно. От поражённых органов исходит что-то вроде импульсов. Второе зрение действует только в светлое время суток и засыпает на ночь.

В то же время саму себя изнутри она не видит.
По утверждениям СМИ[каких?], поставленные ею диагнозы зачастую оказывались точнее диагнозов, поставленных врачами при помощи медицинского оборудования. Однако в ходе поставленного 1 мая 2004 года научно-популярным телеканалом Discovery Channel эксперимента ей не удалось подтвердить свои способности. По утверждению самой Натальи, в ходе эксперимента она была поставлена в заранее невыгодные условия.

## История
По утверждению Дёмкиной и её родителей, необычные способности проявились у неё в десятилетнем возрасте. Сначала она исследовала только знакомых и родственников, а широкую известность получила зимой 2003—2004 года, когда о ней сообщили на телевидении. К тому моменту Дёмкина училась в последнем классе школы. В январе 2004 года по приглашению английских СМИ она вместе с матерью побывала в Лондоне, где в прямом эфире продемонстрировала свои способности. Также Дёмкина приняла участие в эксперименте, организованном таблоидом The Sun, где исследовала журналистку Бриони Уорден, получившую многочисленные переломы в автокатастрофе.

## Проверка способностей
В марте 2004 года Дёмкиной заинтересовался американский канал Discovery Channel. Организацией эксперимента занимались Комитет по научному исследованию заявлений о паранормальных явлениях (CSICOP) и Комиссия научной медицины и умственного здоровья (CSMMH). В составлении программы экспериментов принимали участие заслуженный профессор Орегонского университета (США) доктор Рей Хайман и профессор психологии Хертфордширского университета (Великобритания) доктор Ричард Вайзман, а также Эндрю Сколник, в течение более чем десяти лет проработавший журналистом и редактором журнала американской медицинской ассоциации (Journal of the American Medical Association).

### Эксперимент
Эксперимент был организован следующим образом: Дёмкиной следовало осмотреть семь добровольцев, шесть из которых имели видимые на рентгеновских снимках отклонения (один таких отклонений не имел), и отметить на специальных карточках с описанием отклонений по-английски и по-русски номер участника эксперимента, имевшего данные отклонения. Тест проводился в шесть раундов. Перед каждой попыткой Наталье подробно объясняли, при помощи текстов на русском и английском языках, а также иллюстраций, какой именно дефект нужно обнаружить. По условиям эксперимента при правильном результате в пяти случаях из семи комиссия признала бы, что способности Натальи достойны дальнейшего изучения. Условия эксперимента были согласованы с Дёмкиной и её матерью заранее, и они полностью с ними согласились. Добровольцы имели следующие особенности:
- удалённый червеобразный отросток по поводу аппендицита
- удалённая нижняя часть пищевода
- металлические хирургические «скрепки» на грудной клетке после операции на сердце
- искусственный сустав бедра
- удалённая верхняя доля левого лёгкого
- металлическая пластина, закрывающая дефект костей черепа

### Результат эксперимента
В результате эксперимента Дёмкина дала правильный ответ в четырёх случаях, несмотря на то, что по заявлению Дёмкиной и её матери, она не ошибается никогда. При этом установление диагнозов заняло у неё четыре часа, хотя до этого она утверждала, что может ставить диагноз за несколько минут.
Самой большой ошибкой испытуемой было то, что она не смогла опознать большую металлическую пластину в черепе у одного из добровольцев. Также было отмечено несколько нарушений протокола испытаний. Например, Дёмкина явилась на тест раньше назначенного времени и видела, как двое добровольцев поднимались по длинному лестничному пролёту по дороге к зданию, в котором проходил тест. Таким образом она могла оценить их физическое состояние. В комнате для испытаний, вопреки первоначальному протоколу, присутствовала мать Дёмкиной. Подруга Дёмкиной, выступавшая в роли переводчицы, во время испытания неоднократно получала и отправляла SMS. Кроме того, переводчица во время первой попытки диагностики по-английски громко объявила добровольцам, следы какой именно операции Дёмкина попытается найти. Организаторы эксперимента отметили в своём отчёте, что все правильно угаданные случаи относились к субъектам, чьё внешнее состояние наиболее ярко указывало на состояние здоровья. Например, доброволец без дефектов был самым молодым и здоровым на вид в группе, а человек, перенёсший операцию на сердце, был самым пожилым и плохо выглядевшим. К тому же Дёмкина ошибочно выбрала в качестве человека, перенёсшего операцию на черепе, единственного добровольца, явившегося на тест в бейсбольной кепке.
Несмотря на нарушения, комиссия провела тест исходя из того, что целью испытания не является разоблачение способностей Дёмкиной. Результаты должны были показать, достойны ли её способности дальнейшего изучения.

### Реакция Дёмкиной
Сама Дёмкина была не согласна с выводами комиссии и указывала на то, что у неё не было опыта приёма нескольких пациентов одновременно. Также она указывала на враждебную психологическую атмосферу во время проведения эксперимента.

## Дальнейшая жизнь
В 2004 году Дёмкина окончила школу, сдав ЕГЭ на 96 баллов и стала студенткой лечебного факультета Московского государственного медико-стоматологического университета. В 2011 г. окончила Московский медицинский университет им. Семашко. С 2006 г. работала в Центре специальной диагностики в Москве. Достоверных публикаций о последующей деятельности Дёмкиной не обнаружено.